# Indonesische Badmintonmeisterschaft 1963
Die Indonesische Badmintonmeisterschaft 1963 fand in Makassar statt. Es war die neunte Austragung der nationalen Meisterschaften von Indonesien im Badminton.

## Titelträger
| Disziplin    | Sieger                      |
| ------------ | --------------------------- |
| Herreneinzel | Ang Tjin Siang              |
| Dameneinzel  | Minarni                     |
| Herrendoppel | Tan King Gwan Njoo Kiem Bie |
| Damendoppel  | Retno Koestijah Minarni     |
| Mixed        | Z. Abidin Corry Kawilarang  |